# Lijst van WWE Raw Women's Champions
Dit is een chronologische lijst van WWE Raw Women's Champions, een professioneel worstelkampioenschap van WWE die exclusief is op de Raw brand. Het WWE Raw Women's Championship debuteerde als het WWE Women's Championship op 3 april 2016 bij het evenement WrestleMania 32 en verving het WWE Divas Championship. Als resultaat van de 2016 WWE Draft, werd het kampioenschap verwezen naar Raw en werd hernoemd naar "WWE Raw Women's Championship". Als reactie hierop creëerde SmackDown hun eigen titel genaamd "WWE SmackDown Women's Championship".

## Titel geschiedenis

### Namen
| Naam                         | Jaar                          |
| ---------------------------- | ----------------------------- |
| WWE Women's Championship     | 3 april 2016–4 september 2016 |
| WWE Raw Women's Championship | 4 september 2016–heden        |

### Kampioenen
| Nr. | Kampioen        | # | Datum            | Stad                        | Evenement                  | Opmerkingen |
| --- | --------------- | - | ---------------- | --------------------------- | -------------------------- | --- |
| 1   | Charlotte       | 1 | 3 april 2016     | Arlington, Texas            | WrestleMania 32            | Zie intro |
| 2   | Sasha Banks     | 1 | 25 juli 2016     | Pittsburgh, Pennsylvania    | Raw                        | [ 4 ] |
| 3   | Charlotte       | 2 | 21 augustus 2016 | Brooklyn, New York          | SummerSlam 2016            | De titel werd hernoemd naar "WWE Raw Women's Championship" op 5 september 2016. |
| 4   | Sasha Banks     | 2 | 3 oktober 2016   | Los Angeles, Nevada         | Raw                        | [ 6 ] |
| 5   | Charlotte Flair | 3 | 30 oktober 2016  | Boston, Massachusetts       | Hell in a Cell 2016        | Het eerste vrouwelijke Hell in a Cell wedstrijd en tevens de eerste vrouwelijk Main Event van een WWE pay-per-view (PPV). |
| 6   | Sasha Banks     | 3 | 28 november 2016 | Charlotte, New York         | Raw                        | Dit was een Falls Count Anywhere match. |
| 7   | Charlotte Flair | 4 | 18 december 2016 | Pittsburgh, Pennsylvania    | Roadblock: End of the Line | Dit was een 30-minuten Iron Woman match. |
| 8   | Bayley          | 1 | 13 februari 2017 | Las Vegas, Nevada           | Raw                        | [ 10 ] |
| 9   | Alexa Bliss     | 1 | 30 april 2017    | San Jose, Californië        | Payback 2017               | [ 11 ] |
| 10  | Sasha Banks     | 4 | 20 augustus 2017 | Brooklyn, New York          | SummerSlam 2017            | [ 12 ] |
| 11  | Alexa Bliss     | 1 | 28 augustus 2017 | Memphis, Tennessee          | Raw                        | [ 13 ] |
| 12  | Nia Jax         | 1 | 8 april 2018     | New Orleans, Louisiana      | WrestleMania 34            | [ 14 ] |
| 13  | Alexa Bliss     | 2 | 17 juni 2018     | Rosemont, Illinois          | Money in the Bank 2018     | Cashte haar Money in the Bank contract in. |
| 14  | Ronda Rousey    | 1 | 19 augustus 2018 | Brooklyn, New York          | SummerSlam 2018            | [ 16 ] |
| 15  | Becky Lynch     | 1 | 8 april 2019     | East Rutherford, New Jersey | WrestleMania 35            | Dit was een Winner Takes All Triple Threat Match voor het Raw en SmackDown Women's Championship tegen Charlotte Flair en Ronda Rousey. |
| 16  | Asuka           | 1 | 15 april 2020    | Stamford, Connecticut       | Money in the Bank 2020     | Won van Carmella, Dana Brooke, Lacey Evans, Nia Jax en Shayna Baszler in het vrouwelijke Money in the Bank ladder match. De Money in the Bank-koffer zou oorspronkelijk een gegarandeerd kampioenschapswedstrijd contract bevatten, maar in de aflevering van Raw van 11 mei 2020 kondigde Becky Lynch aan dat ze, omdat ze zwanger was, de titel voorafgaand aan de ladder wedstrijd in de koffer heeft gedaan met de winnaar die de titel kreeg. |
| 17  | Sasha Banks     | 5 | 20 juli 2020     | Orlando, Florida            | Raw                        | [ 19 ] |
| 18  | Asuka           | 2 | 23 augustus 2020 | Orlando, Florida            | SummerSlam 2020            | [ 20 ] |
| 19  | Rhea Ripley     | 1 | 11 april 2021    | Tampa, Florida              | WrestleMania 37            | [ 21 ] |
| 20  | Charlotte       | 5 | 18 juli 2021     | Fort Worth, Texas           | Money in the Bank 2021     | [ 22 ] |
| 21  | Nikki A.S.H.    | 1 | 19 juli 2021     | Dallas, Texas               | Raw                        | Nikki cahste haar Money in the Bank-contract in, die zie de dag ervoor won. |
| 22  | Charlotte       | 6 | 21 augustus 2021 | Las Vegas, Nevada           | SummerSlam 2021            | [ 24 ] |
| 23  | Becky Lynch     | 2 | 22 oktober 2021  | Wichita, Kansas             | SmackDown                  | Als resultaat van de WWE Draft 2021 werd de toenmalige SmackDown Women's Champion Becky Lynch verwezen naar Raw, terwijl Charlotte Flair werd verwezen naar SmackDown. Om de titels op hun respectievelijke merken te behouden, stelde WWE official Sonya Deville om de twee titels te ruilen. |